# (437313) 2013 EK73
(437313) 2013 EK73, também escrito como (437313) 2013 EK73, é um corpo celeste que é classificado como um Centauro. O mesmo possui uma magnitude absoluta de 13,2 e tem um diâmetro com cerca de 12 km.

## Descoberta
(437313) 2013 EK73 foi descoberto no dia 24 de fevereiro de 2012 pelo Mt. Lemmon Survey.

## Órbita
A órbita de (437313) 2013 EK73 tem uma excentricidade de 0,586 e possui um semieixo maior de 13,036 UA. O seu periélio leva o mesmo a uma distância de 5,391 UA em relação ao Sol e seu afélio a 20,680 UA.